# Frans Timmermans
Franciscus Cornelis Gerardus Maria Timmermans, detto Frans (AFI [frɑnˈsɪskʏs] o [frɑns kɔrˈneːlɪs xeːˈrɑrdʏs ˈtɪmərˌmɑns]; Maastricht, 6 maggio 1961), è un politico olandese, primo vicepresidente della Commissione europea dal 1º novembre 2014, nell'ambito della Commissione Juncker e anche della Commissione von der Leyen I, commissario europeo per il clima e del Green Deal europeo dal 1º dicembre 2019, è stato anche Commissario europeo per la migliore legislazione, le relazioni interistituzionali, lo stato di diritto e la carta dei diritti fondamentali fino al 1º dicembre 2019.
Appartenente al Partito del Lavoro (PvdA), membro della Camera dei rappresentanti olandese dal 1998 al 2007 e di nuovo dal 2010 al 2012, è stato ministro degli esteri dal 5 novembre 2012 al 17 ottobre 2014. È stato anche un diplomatico dal 1987 al 1998, lavorando all'ambasciata olandese a Mosca.
Nel novembre 2018, in vista delle elezioni europee del 2019, viene indicato dal Partito del Socialismo Europeo (PSE) come candidato alla presidenza della Commissione europea.

## Biografia
Nasce nel 1961 a Maastricht, nel Limburgo, in una famiglia cattolica. Va alla scuola elementare Sint Stevens-Woluwe a Sint-Stevens-Woluwe in Belgio, prima di frequentare, dal 1972, la scuola privata di San Giorgio a Roma. Dal 1975 al 1980 ha frequentato il Bernardinuscollege a Heerlen. Nel 1980 entra all'Università Radboud di Nimega, dove si laurea in letteratura francese nel 1985. Nel 1984, si è anche iscritto alla Nancy-Université di Nancy, in Francia, per letteratura francese e storia, ottenendo un MA nel 1985. Il 6 gennaio 1986, è arruolato nel Reale esercito olandese.
Dopo il congedo dal servizio militare, il 1º agosto 1987, Timmermans entra a far parte del servizio civile olandese come funzionario del dipartimento per l'integrazione presso il ministero degli affari esteri dell'Aia. Il 1º luglio 1990 è nominato vice segretario dell'ambasciata olandese a Mosca. Il 1º settembre 1993 torna al ministero degli Affari Esteri come vice capo dell'Ufficio per la cooperazione europea allo sviluppo. Il 15 marzo 1994 lascia il ministero degli Esteri diventando assistente del commissario europeo Hans van den Broek. Un anno più tardi, nel marzo 1995, Timmermans si è trasferito da questo incarico un anno dopo, il 15 marzo 1995, diventa consigliere e segretario di Max van der Stoel, l'Alto Commissario per le minoranze nazionali dell'Organizzazione per la sicurezza e la cooperazione in Europa (OSCE).

### Carriera politica

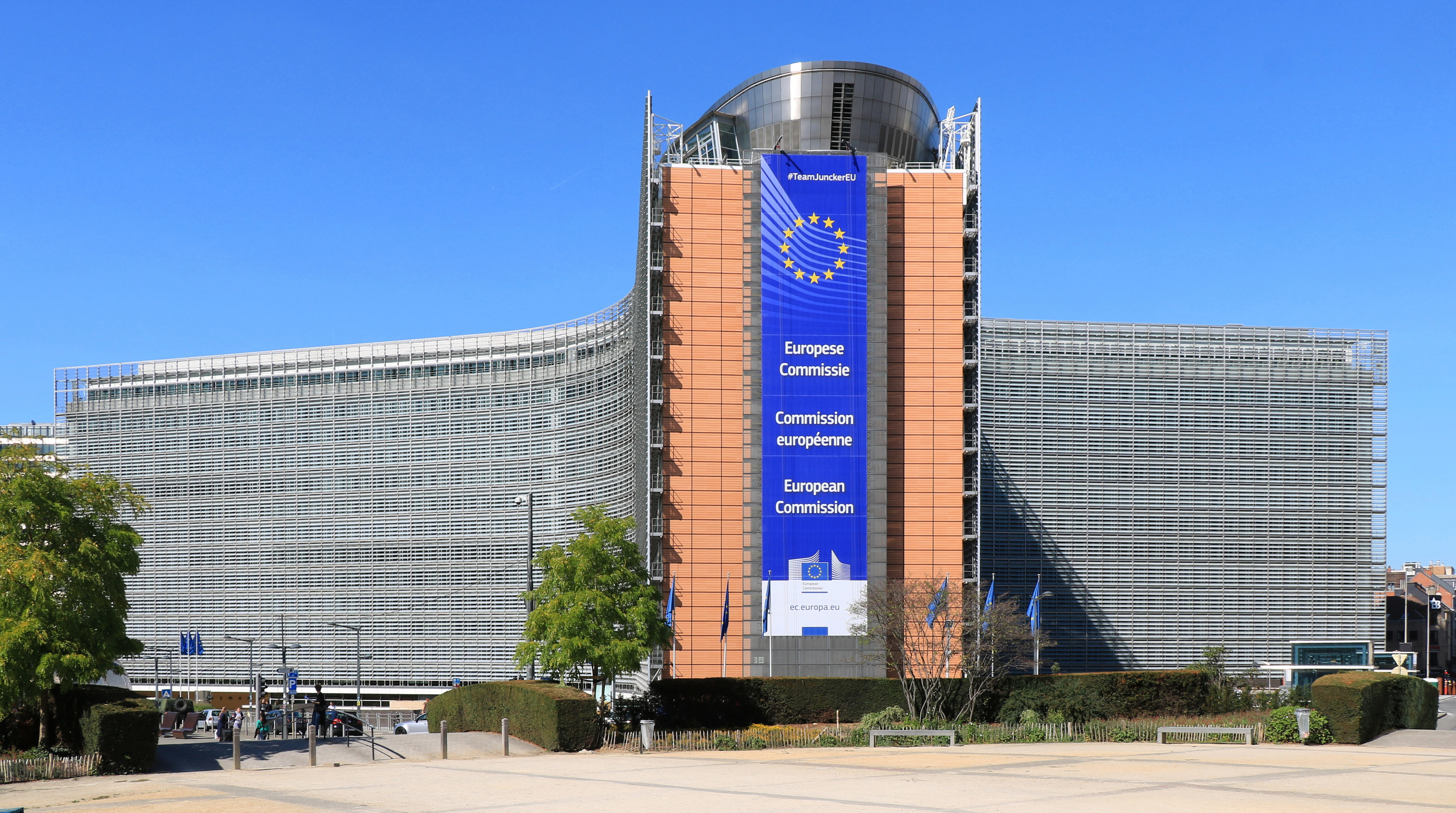
Edificio della Commissione europea, della quale Timmermans è stato vicepresidente dal 2014

Dopo le elezioni generali nei Paesi Bassi nel 1998, Timmermans è eletto membro della Camera dei rappresentanti per il partito laburista. È vicepresidente della commissione per gli affari esteri dal novembre 2001 al settembre 2002, quando diventa presidente della commissione per gli Affari economici (fino al 18 marzo 2003), poi di nuovo vicepresidente della commissione per gli Affari esteri fino al 2007. Membro dell'Assemblea parlamentare del Consiglio d'Europa dal 21 settembre 1998 al 22 febbraio 2007, è rieletto alla Camera dei rappresentanti dopo le elezioni generali del 2002 e del 2003.
In seguito alle elezioni generali del 2006 nei Paesi Bassi, viene formato tra il partito laburista, il Christian Democratic Appeal (CDA) e il ChristianUnion (CU) un governo di coalizione, il Balkenende IV. Timmermans diventa segretario agli Affari esteri ed è responsabile del coordinamento della politica del governo verso l'Unione europea. Un tema importante del suo mandato è quello di aumentare il sostegno all'integrazione europea, sia ricercando una maggiore influenza sulle politiche europee, sia migliorando la comunicazione.
Il trattato di Lisbona è firmato durante il suo incarico di segretario. Nel febbraio 2010, la NATO invita formalmente i Paesi Bassi ad estendere il proprio coinvolgimento militare al gruppo di azione di Uruzgan. Il partito laburista si oppone fermamente al prolungamento della missione, e il 23 febbraio 2010 il governo di Balkenende IV cade dopo che il partito laburista ritira ufficialmente il suo sostegno.
Nel settembre 2014, il governo olandese nomina Timmermans membro della Commissione europea sotto la guida del presidente eletto Jean-Claude Juncker. A partire dal 1º novembre 2014, Timmermans diventa il primo vicepresidente della Commissione europea di Juncker. Sarà il suo braccio destro occupandosi in particolare di relazioni interistituzionali, stato di diritto e carta dei diritti fondamentali.
Nell'ottobre 2018 annuncia la sua candidatura alla carica di presidente della Commissione europea in vista delle elezioni europee del 2019. Nel dicembre 2018, durante il Congresso di Lisbona, il Partito dei socialisti europei lo acclama candidato. È stato formalmente nominato candidato comune PES a Madrid nel febbraio 2019. Il suo programma è all'insegna di un'Europa più solidale e più equa: "Investimenti di lungo termine che accompagnino la transizione verso l'economia verde, salario minimo, lotta al cambiamento climatico che può essere combattuta solo a livello Ue, una tassa sul carbone, una giustizia sociale che sia anche giustizia fiscale". Si definisce "ecologista e femminista" e sostiene che bisogna "cambiare le regole in Europa perché basta con l'austerità ma se un governo vuole convincere gli altri a cambiarle, non può ignorarle".
Il 1º dicembre 2019 la nuova Presidente della Commissione europea Ursula von der Leyen ha confermato Timmermans Primo vicepresidente della Commissione europea, nominandolo Commissario europeo per il clima e il Green Deal europeo. In questa veste ha partecipato alla XXVI Conferenza delle Parti dell'UNFCCC (COP26) a Glasgow nel 2021
e alla XXVII Conferenza delle Parti dell'UNFCCC (COP27) a Sharm el-Sheikh nel 2022.
Nell'agosto del 2023 ha rassegnato le proprie dimissioni da Commissario europeo per concorrere alle elezioni generali nei Paesi Bassi, previste per novembre, come leader dell'alleanza tra Partito del Lavoro e Sinistra Verde.

## Vita privata
Timmermans, sposato due volte, ha avuto due figli dal suo primo matrimonio: una figlia nata nel 1986 e un figlio nato nel 1989. Nel 2000 si è risposato con Irene Timmermans, con la quale ha avuto due figli: un maschio nato nel 2004 e una femmina nata nel 2006.
Oltre al limburghese e all'olandese, Timmermans parla un fluente inglese, francese, tedesco, italiano e russo.
Timmermans, in molte occasioni, ha dichiarato di essere un grande tifoso della A.S. Roma, dal momento che ha vissuto a Roma fra il 1972 e il 1976, per via del lavoro del padre, archivista presso l’ambasciata olandese in Italia. Nel 2014, durante un congresso del Partito Socialista Europeo a Roma, si definì "romano e romanista" e, in occasione della sua presenza allo Stadio Olimpico, venne omaggiato dalla società con una maglietta del connazionale Kevin Strootman. Timmermans ha dichiarato di essere un gran estimatore di Antonello Venditti, e identifica il cantautore come il suo preferito.